# Wierzba gęstolistna
Wierzba gęstolistna (Salix cordata) – gatunek wieloletniego krzewu z rodziny wierzbowatych. Występuje w północno-wschodniej części Ameryki Północnej. Jako gatunek introdukowany rośnie także w Polsce.

## Rozmieszczenie geograficzne
W Kanadzie zasięg występowania wierzby gęstolistnej rozciąga się od stanu Ontario do Nowej Fundlandii i Labradoru, schodząc na południe do amerykańskich stanów Illinois i Pensylwania.
W Polsce gatunek rośnie jako introdukowany i zadomowiony.

## Morfologia
PokrójKrzew mierzący od ok. 0,4 do 3,5 m, choć okazy wyższe niż 1,8 m są rzadkie. Często rozrasta się szeroko za pomocą ukorzeniających się pędów.
PędyCzerwonobrązowe, średnio lub gęsto owłosione, starsze pędy łysiejące i czasem połyskujące, ale nigdy nie owoszczone.
LiścieWsparte liściastymi przylistkami o zaokrąglonych lub zaostrzonych wierzchołkach. Ogonek liściowy z rowkiem od strony doosiowej osiągający od 1 do 13 mm długości. Blaszka wąsko lub szeroko eliptyczna o długości od ok. 3 do 9 cm i szerokości od 1,3 do 4,5 cm. Nasada blaszki sercowata lub zaokrąglona. Brzegi blaszki płaskie lub czasem podwinięte, piłkowane, z zaostrzonym wierzchołkiem. Zarówno górna jak i dolna powierzchnia bywa gęsto owłosiona do łysiejącej, przy czym liście od spodu są jaśniejsze, a nerw główny zawsze jest owłosiony.
KwiatyRoślina dwupienna. Kwiaty zebrane w kotki pojawiające się wraz z liśćmi. Kwiatostany z kwiatami męskimi tęgie, o długości od 1,7 do 4 cm i szerokości do 1,5 cm. Pręciki mają wolne nitki i żółte pylniki. Kotki żeńskie są luźniejsze, osiągają od 2,7 do 6,5 cm długości i do 1,4 cm szerokości.
OwoceTorebki o długości od 3,6 do 7 mm.

## Ekologia i zmienność
Rośnie na wydmach piaszczystych i plażach, na glebach piaszczystych, żwirowych i mulistych.
Wierzba gęstolistna jest gatunkiem żywicielskim chrząszcza Altica subplicata, którego żerowanie ogranicza wzrost i zwiększa śmiertelność roślin. 
Wierzba gęstolistna łatwo krzyżuje się z Salix eriocephala.

### Zagrożenia i ochrona
Gatunek jest zagrożony jedynie w stanie Wisconsin.

## Zastosowania
Wierzba gęstolistna jest używana go rekultywacji gleb, między innymi w kopalni węgla w Nowym Brunszwiku w Kanadzie. Jest to jeden z najszybciej rosnących i najłatwiej rozmnażających się gatunków wierzb spośród ośmiu testowanych pod kątem produkcji biomasy.